# Estación Los Chañaritos
Los Chañaritos  es una estación de ferrocarril de la ciudad del mismo nombre, departamento Río Segundo, Provincia de Córdoba, Argentina.

## Servicios
No presta servicios de pasajeros, solo de cargas. Sus vías corresponden al Ramal CC del Ferrocarril General Belgrano. Sus vías e instalaciones están a cargo de la empresa estatal Trenes Argentinos Cargas.